# 김순호 (1966년)
김순호(金舜鎬, 1966년 12월 7일~)는 대한민국의 정치인이다. 제43·44대 전라남도 구례군수이다. 전라남도 구례군 출생이다.

## 학력
- 용방초등학교
- 구례북중학교
- 구례농업고등학교
- 한국방송통신대학교 행정학과

## 경력
- 구례군 간전면장
- 구례군 마산면장
- 구례군 신동면장
- 구례군수 비서실장
- 더불어민주당 전라남도당 행정특별발전위원장
- 2018. 7.~ 제43·44대(민선 7·8기) 전라남도 구례군수(재선, 더불어민주당)

## 전과
- 도로교통법위반(음주운전): 벌금 1,000,000원 - 2003년 3월 5일 선고[1]
- 도로교통법위반(음주운전): 벌금 1,500,000원 - 2008년 8월 11일 선고[1]

## 역대 선거 결과
|  | 39.73% |

|  | 54.72% |